# Баварський словник
Бава́рський словни́к (нім. Bayerisches Wörterbuch) — великий діалектологічний словник баварських діалектів, проєкт якого належить Баварській академії наук. Словник є збіркою сучасного лексичного фонду (баварських) діалектів Баварії та історичних діалектизмів, що сягають мови стародавніх баварців і давньо- та середньоверхньонімецького періоду. В основі досліджень лежать перші монументальні праці Шмеллера і Массманна, присвячені лексиці баварського діалекту, які вважають першими великими дослідженнями в цій галузі.
1911 року при академії в Мюнхені засновано комісію з діалектології, до роботи якої приєдналася Віденська академія наук. Протягом 1913—1933 років проведено анкетні дослідження, перервані війною. Роботу продовжено 1946 року під керівництвом Отто Базлера. 1961 року Відень і Мюнхен продовжили роботу окремо, кожен над своїм словником. Віденський проєкт був орієнтований на баварські діалекти в Австрії. У 1980-ті проведено нові опитування, а 1995 року словник почали видавати. Повне завершення роботи над словником планується до 2070 року, коли будуть готові всі десять томів.
Словникова картотека на даний момент налічує три мільйони виписок з літератури та зібрань анкет.